# جاك ورثينجتون
جاك ورثينجتون (بالإنجليزية: Jack Worthington)‏ هو مصرفي الاستثمار ‏ أمريكي، ولد في 22 نوفمبر 1961 في مقاطعة مافريك في الولايات المتحدة.